# Szevesztrény
Szevesztrény (románul: Săvăstreni) falu Romániában, Erdélyben, Brassó megyében.

## Fekvése
Fogarastól délre, a récsei út mellett fekvő település.

## Története
Nevét 1589-ben említette először oklevél Zevestreny néven. További névváltozatai: 1601-ben Zewestreni, 1610-ben Zauaztyen, 1632-ben Szeuesztren, 1733-ban Sevestreny, 1750-ben Szevesztren, 1808-ban Szevesztrény, 1861-ben és 1888-ban Szevestrény, 1913-ban Szevesztrény.
1632-ben Szeuesztren I. Rákóczi György birtoka volt.
A trianoni békeszerződés előtt Fogaras vármegye Fogarasi járásához tartozott 376 lakossal, melyből 375 román volt.

## Források

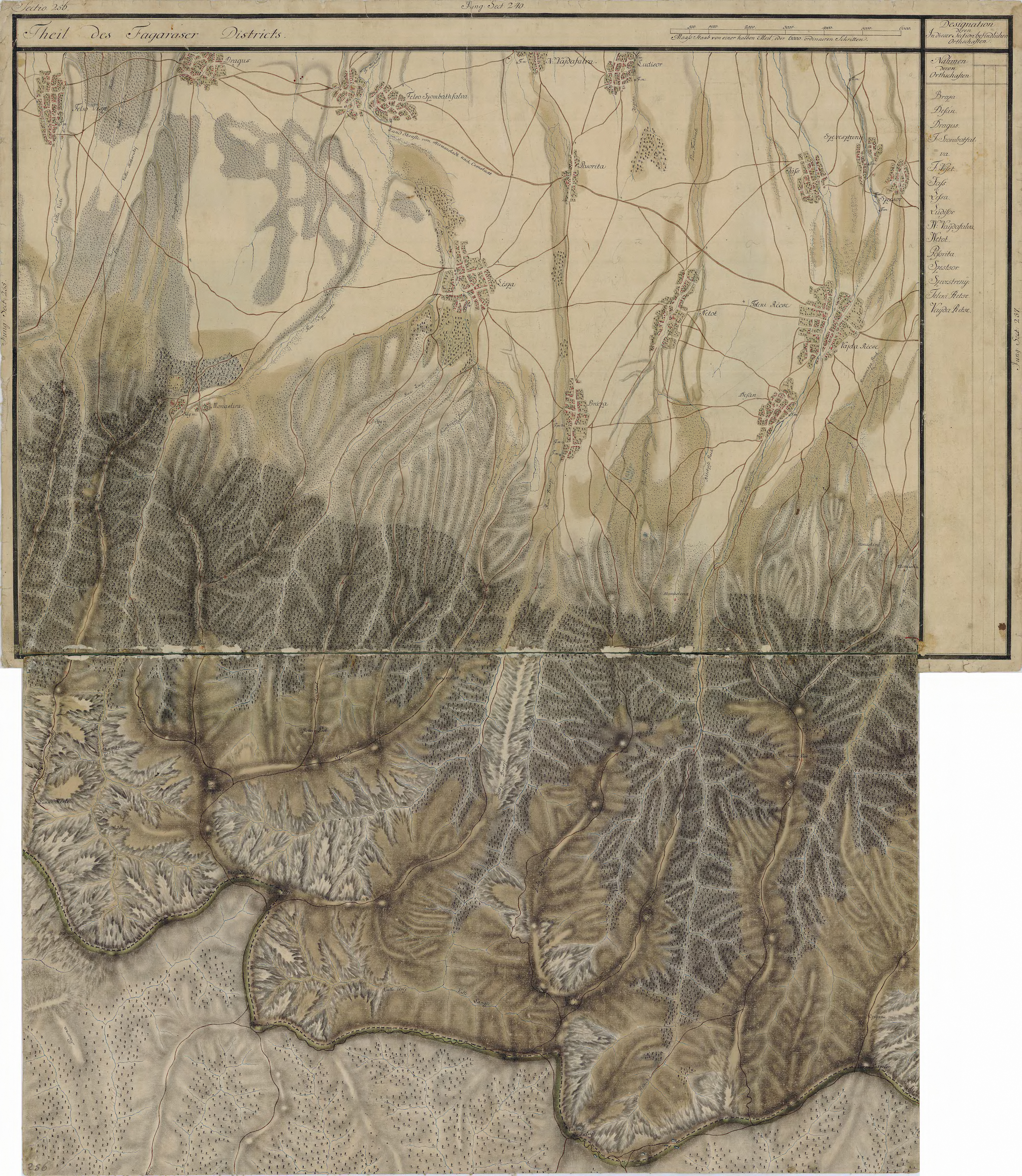
Szevesztrény egy régi térképen